# 植芝充央
植芝 充央（うえしば みつてる、1981年 - ）は、日本の合気道家。合気道三代道主植芝守央の息子。
現在は公益財団法人合気会本部道場長として、合気道の指導にあたっている。
東北大学、上智大学、防衛大学校、学習院大学の師範も務めている（2017年1月現在）。